# IOS 8
iOS 8（アイオーエス エイト）は、Appleが開発していたモバイルオペレーティングシステムiOSの8番目のメジャーリリースである。2014年9月17日にリリースされた。

## 概要
2014年6月2日、WWDC 2014の基調講演でiOS 8が発表され、同年9月17日に一般配信が開始された。
対応端末はiPhone 4S以降、iPad 2以降、iPad Air (第1世代)以降、iPad mini (第1世代)以降、iPod touch (第5世代)以降。
iOS 7までサポートされたモデルのうちiPhone 4がiOS 8以降においてサポート対象外となった。
デザイン面では変更は無いものの、Appや各種機能の強化、サードパーティーの開発者向けに多くのAPIの開放を実施したことが大きな特徴となっている。リリース当初はバグが多く、動作も特に旧機種を中心に重くなるという事態が続発した。Appleはそれらを改善するためにiOS 8.0.1とiOS 8.0.2を立て続けにリリースし、その後、iOS 8.1がリリースされた。
iOS 8の評判は上々だった。批評家は、さまざまなアプリケーションや端末間での操作を容易にする主な機能として、連係機能を高く評価した。また、QuickTypeキーボードの単語候補も好評で、Spotlight検索機能の拡大は、iPhoneを「ほとんどすべてのものを検索できる検索ポータル」にしていると評価された。しかし、iOS 8の可能性を最大限に発揮するには、サードパーティーの開発者が自分のアプリケーションを統合して新機能、特に通知センターのウィジェットをサポートする必要があると指摘している。
リリースからおよそ1週間後、iOS 8のiOS利用シェアは46％に達していた。2014年10月には、導入率が前月から1ポイントしか増えず、停滞していることが報じられた。この状況は、アップグレードをインストールするためには大量の空きストレージ容量が必要であり、特に最大ストレージ容量が8ギガバイトまたは16ギガバイトで販売されているiPhoneでは困難であることが原因とされた。翌12月には、iOS 8の利用率は63％に達し、10月の測定値から16％も増加した。

## 新機能・変更点
iOS 8では、MacとiPadでiPhoneの電話に出たりSMSに返信したりできるなど、製品カテゴリーの異なる端末間でのコミュニケーションを可能にするクロスプラットフォームシステムである「連係」機能を導入した。連係には、ある端末で作業を開始し、別の端末で継続することができる「Handoff」機能がある。その他の変更点としては、より詳細な検索結果を提供するSpotlight検索機能の拡大、家族がそれぞれのアカウントを連結させてコンテンツを共有し、親の一人が権限を持つ管理者となる「ファミリー共有」、文脈に応じた予測単語の提案を提供する「QuickType」を備えたキーボードなどが挙げられる。サードパーティーの開発者は、自分のアプリケーションをオペレーティングシステム (OS) により深く統合するために、通知センターでのウィジェットのサポートや、iOSのデフォルトキーボードを置き換えることができるキーボードの作成機能などの追加機能を得た。
また、さまざまなフィットネスAppのデータを集約できる新しいヘルスケアAppや、緊急時にロック画面でアクセスできる「メディカル ID」の有効化、写真を同期してクラウドに保存できる写真Appの「iCloud写真」のサポート、ファイルをクラウドに保存して端末間で参照できる「iCloud Drive」など、さまざまなアプリケーションのアップデートが行われた。iOS 8.4では、AppleはミュージックAppをアップデートし、「Apple Music」というストリーミングサービスと、「Beats 1（現Apple Music 1）」という24時間ラジオ局を追加した。

### システム

#### 連係
iOS 8では、異なる製品カテゴリーのデバイス間での通信を可能にするクロスプラットフォームシステム「連係」機能を導入した。iPhoneにかかった電話をiPadとMacで受け、iPhoneを経由して通話が可能になった。また、iPadおよびMacでは、従来のiMessageの機能を拡張し、iPhoneに届いたSMSの表示にも対応した。
連係機能の一環で、「Handoff」と呼ばれる機能が追加され、iPhoneでメールを作成し、Macで送信する前にiPadで続きを行うといったように、ある端末で作業を開始し、別の端末で継続することが可能になった。Handoffと連係を使用するには、Macが2014年10月にリリースされたOS X Yosemiteを搭載し、さらにBluetooth Low Energyに対応している必要があった。

#### Spotlight
iOS 8では、多くのウェブサイトやサービスと連携し、Spotlight検索機能が拡大された。この機能には、ウィキペディアの記事の抜粋、地方ニュース、端末にインストールされているアプリケーションの起動、iTunesのコンテンツ、映画の上映時間、付近の場所、さまざまなウェブサイトの情報などが含まれている。Spotlightは、iOSのホーム画面や、Safariの検索バーで利用できる。

#### 通知
通知センターのデザインが変更され、ウィジェット機能が追加された。サードパーティーの開発者は、自分のアプリケーションにウィジェット機能を追加することで、利用者がそれぞれのアプリケーションを開くことなく、通知センターの情報を見ることができるようになった。例として、天気Appで現在の天気を表示したり、カレンダーAppで今後の予定を表示したりすることができる。
インタラクティブな通知機能になり、メッセージに通知から直接返信することが可能になった。

#### キーボード
iOS 8には、QuickTypeと呼ばれる新しい予測入力機能が搭載され、キーボードの上に単語の予測が表示される仕様になった。
Appleは、サードパーティーの開発者が、iOSのデフォルトキーボードを置き換えることができるキーボードAppを開発することを可能にした。プライバシーを保護するために「フルアクセスを許可」という設定項目で、サードパーティー製キーボードのデータをクラウドに同期させることを可能にできる。その他、Siriの音声入力の使用不可、一部のテキストフィールドで入力を許可しないなどの制限は行われている。

#### ファミリー共有
iOS 8では、「ファミリー共有」機能が導入された。これにより、最大6人がそれぞれ固有のiTunesアカウントを登録し、親の一人が管理者となって全体をコントロールできるようになった。1つのアカウントで購入したコンテンツは他の家族と共有できるが、13歳未満が購入した場合は保護者の承認が必要となっている。13歳以上が購入したものは、13歳未満には不可視化されている。
ファミリー共有はアプリケーションにも及び、各家族の写真Appには「共有アルバム」が自動的に生成され、全員が写真、ビデオ、コメントを共有の場に追加することができる。「承認と購入のリクエスト」機能により、誰もがApp Store、iTunes Store、iBooks Store（現Apple Books Store）のアイテム、App内課金、iCloudストレージの購入をリクエストすることができ、管理者は購入を承認するか拒否するかを選択することが可能である。

#### マルチタスキング
マルチタスク画面では、上部に最近電話した連絡先やお気に入りの連絡先のリストが表示される仕様に変更された。この機能は設定Appでオフにすることができる。

#### その他
iOS 8では、ヨーロッパの利用者向けに、設定Appにデータローミングのオプションが追加され、海外でのデータ使用量をより細かく管理できるようになった。
SiriにShazamのサポートが統合され、再生中の曲を特定できるようになった。
Wi-Fiでの携帯電話通話を可能にするWi-Fi 通話機能が追加された。これにより、通信事業者は自社のサービスでWi-Fi 通話機能を利用できるようになった。
iOS 8では、Touch IDをサードパーティー製アプリケーションで使用できるようになった。

### アプリケーション

#### カメラ
カメラAppには、「タイムラプス」と「セルフタイマー」の2つの新機能が追加された。

#### 写真
iOS 8では、写真Appに「iCloud 写真」が追加され、異なるApple端末間での写真の同期が可能になった。写真やビデオは、フル解像度のオリジナルのフォーマットでバックアップされる。この機能により、フルサイズの画像ではなく、低画質の写真を端末にキャッシュすることができ、ストレージ容量が限られているモデルでは、ストレージ容量を大幅に節約できる可能性が挙げられている。
写真Appの検索機能が強化され、「近く」「1年前」「お気に入り」「家」など、地理的な位置関係や写真の撮影日に応じて、さまざまな検索カテゴリーが用意された。さらに、写真Appでは、回転機能の向上、ワンタッチの自動強調ツール、明るさ、コントラスト、露出、影などのより深い色の調整など、より精密な編集操作が可能になった。 また、写真を削除せずに非表示にする選択肢も追加された。
サードパーティー製Appのフィルターやエフェクトを、標準の写真Appのメニューから直接操作できるようになった。これまでは、エフェクトを適用するために、それぞれのAppで写真を取り込みや書き出しする必要があった。
Appleは、iOS 8の初期リリースにおいて、写真Appから「カメラロール」アルバムを削除した。カメラロールは、端末上のすべての写真を一覧表示する機能だったが、その代わりに最近撮影した写真を順に表示する「最近の項目」アルバムが追加された。しかし、カメラロールの削除は利用者からの不満を招き、AppleはiOS 8.1のアップデートで機能を復活させた。

#### メッセージ
iOS 8のメッセージAppには、メッセージの通知を無効にする「おやすみモード」や、グループからメンバーを削除する機能など、 グループメッセージのための新機能が追加された。また、新しい Tap to Talk機能で、相手に簡単な音声を送ることができ、短いビデオを素早く撮影する機能が用意された。
2分間の有効期限で短い写真、ビデオ、オーディオクリップを送ることも可能になった。
設定Appでは、一定期間後にメッセージを自動的に削除する設定が可能になった。

#### Safari
Safariでは、開発者は「Safari パスワード共有」のサポートを追加することができるようになった。これにより、開発者が所有するサイトやApp間で認証情報を共有することができ、利用者がAppやサービスに認証情報を入力する回数を減らすことができる。また、WebGLグラフィックスAPIのサポートも追加された。

#### iCloud Drive
ファイルマネージャに似たiCloud Drive Appは、App内であらゆる種類のファイルを保存でき、他のiOS端末やMacにも同期される機能が追加された。

#### App Store
App Storeでは、開発者は複数のアプリケーションを1つのバンドルにまとめることができるようになった。また、新しい「プレビュー」ビデオにより、Appの機能を紹介できるようになった。

#### ヘルスケア
HealthKitは、新しいヘルスケアAppと統合するAppを開発者が作れるようにするサービスである。ヘルスケアAppは、端末にインストールされたフィットネス系のAppのデータを主に集約するが、歩数や階段の数は、iPhoneに搭載されたモーションプロセッサーを通じて追跡される。緊急時に備えて、ロック画面でアクセスできる「メディカルID」に自分の病歴を入力することも可能になった。

#### Passbook
iOS 8のPassbook App（現Apple Wallet）は、iOS 8.1のリリースに伴い、iPhone 6および6 Plusで利用可能なデジタル決済サービス「Apple Pay」に対応した。

#### ミュージック
iOS 8.4のアップデートで、新しい音楽ストリーミングサービス「Apple Music」が導入された。加入者が定額制で無制限に楽曲をオンデマンドで聴くことができるサービスである。リリースに伴い、iOS標準のミュージックAppの外観と機能が刷新され、Apple Musicのほか、24時間生放送のラジオ局「Beats 1（現Apple Music 1）」も追加された。

#### メモ
メモAppは、太字、斜体、下線などのリッチテキスト編集機能や、App内で写真を投稿できる画像機能が搭載された。

#### 天気
天気Appは、Yahoo!の代わりにThe Weather Channelの天気データを使用するようになった。また、Appのユーザインタフェースにも若干の変更が加えられた。2019年3月、Yahoo!はiOS 7以前の天気Appのサポートを終了した。

#### ヒント
iOS 8では、新たにヒントAppが追加され、iOSに搭載されている機能に関するヒントや簡単な情報が週替わりで表示される。

## バージョン
iOS 8は、2014年6月2日に開催されたApple Worldwide Developers Conferenceで発表され、基調講演後に開発者向けのベータ版が配信された。
iOS 8は、2014年9月17日に正式にリリースされた。
iOS 8のアップデートについて。
| 8.0   | 12A365 12A366 | 2014年9月17日  | - 通知センターを改良、通知センター上から直接メールを返信したりFacebookの「いいね!」を押したりできるなどインタラクティブ性を強化した。また、サードパーティー製のウィジェットを追加可能にした - ホームボタンの2度押しで、Appのサムネイルの上によく連絡を取る人物をアイコン付きで表示可能になった - メールAppのユーザーインターフェースを変更、メール一覧上でスワイプする事で未読にしたりゴミ箱に捨てる事ができるようになったほか、書きかけのメールを縮小表示できるようになった - iPadのSafariの表示形式を変更し、タブ表示がサムネイル形式で表示されるようになり、ブックマーク表示もOS X版と同様のサイドバー形式になった - Spotlightの機能を強化、情報やコンテンツを予測・推薦するサジェスト機能が追加された - 相手や文脈を判断して予測変換するQuickTypeを追加 - メッセージAppを強化、短い音声メッセージや動画を送受信できるようになり、グループチャットはスレッド単位で管理、「対応不可」タブも追加された - iCloudのクラウドストレージサービス、iCloud Driveに対応 - 家族間でコンテンツや写真、カレンダー、位置情報などを共有できるファミリーシェアリング機能を追加 - 写真Appを改良し、検索機能や編集機能の強化、iCloud Photo Libraryへの対応が行われた - Continuityと呼ぶ連携技術を追加、Macとの連携を行うHandoff機能でMacで扱っていたデータを継続して処理できるようになったほか、端末同士でも作業の継続処理ができるようになった - Siriの機能を強化、呼びかけるだけでSiriを呼び出す事ができるようになったほか、音楽を聴かせる事で曲名を調べる事ができるサービスShazamに対応した。また、新たに22言語に対応した - 企業向け機能を強化し、企業システムのメールやカレンダーの設定が容易になった - App Storeを改良し、検索機能の改良、複数Appの同時購入、動画デモ機能、Appのベータテスト招待機能Test Flightが追加 - サードパーティー製の文字入力が使用できるようになった - 開発者向けとしてはAPIの開放やSDKの追加が行われた - スマートホーム向けApp開発用のHomeKitを追加。 - 健康・フィットネス向けApp開発用のHealthKitを追加。 - Touch IDの認証機能をサードパーティー製Appでも使えるようになった。 - サードパーティー製のキーボードやIMEが使えるようになった。 - カメラロール内の写真を直接加工できるPhotoKit、カメラの露出やフォーカス、ホワイトバランスを直接性できるカメラAPIを提供。 - Extensibilityという拡張機能を使う事でApp間連携機能を使えるようにした。 - A7プロセッサ向けグラフィックAPI、Metal APIやSpriteKitやSceneKitなどゲームで使われるAPIを提供。 - 新しい開発言語としてSwiftを提供。 | [ 59 ]               |
| 8.0.1 | 12A402        | 2014年9月25日  | iOS 8.0で発生した不具合を修正するバグフィックスリリースだったが、iPhone 6/6 Plusでアップデート後「モバイルネットワークに繋がらなくなった」「Touch IDが反応しなくなった」という不具合が報告され、直ちにアップデート配信を撤回した。 | [ 60 ] [ 61 ]        |
| 8.0.2 | 12A405        | 2014年9月26日  | iOS 8.0.1の不具合修正版。本来8.0.1で行われる修正のほか、8.0.1で発生した不具合の修正も含まれている。 - iPhone 6/6 Plusにおいて、携帯通信ネットワークへの接続やTouch IDの不具合が発生する問題を修正 - HealthKitsの不具合を修正し、対応AppをAppStoreで入手可能にできるようした - パスコード入力時に他社製キーボードの選択が解除される不具合を修正 - 一部のAppがフォトライブラリの写真にアクセスできない問題を修正 - iPhone 6/6 Plusでの簡易アクセス機能の信頼性を向上 - SMS/MMS受信時に予期せぬモバイル通信が発生する問題を修正 - ファミリー共有のApp内課金の承認・購入リクエストのサポートを向上 - iCloudバックアップから復元した際に、着信音が復元されないことがある問題を修正 - Safariから写真や動画をアップロードできない不具合を修正 - セキュリティアップデート | [ 62 ]               |
| 8.1   | 12B410 12B411 | 2014年10月21日 | - Apple Pay機能を追加（米国のみ） - 写真Appの機能追加・改善・修正 - iCloudフォトライブラリをベータサービスとして追加。 - iCloudフォトライブラリ未使用時に写真Appのアルバムに「カメラロール」「自分のフォトストリーム」を追加（一部メディアでは復活と表記）。 - タイムラプスビデオ撮影時に空き容量が少ない場合、事前に通知を行うようにした。 - メッセージAppの機能追加・改善・修正 - iPhoneのSMS/MMSの送受信を同一ユーザーのiPadやMacからできるようにした。 - 検索結果が表示されない問題を修正。 - 開封済みメッセージが開封済みとして処理されない問題を修正。 - グループメッセージの問題を修正。 - 一部のアクセスポイント接続時に発生するWi-Fiのパフォーマンス低下を修正 - Bluetoothのハンズフリーデバイスに接続できなくなる問題 - 画面の回転が機能しなくなる問題を修正 - モバイルデータ通信で2G/3G/LTEのネットワークを選択できるオプションを追加 - Safariでビデオが再生されない問題を修正 - PassbookパスのAirDropサポートを追加 - キーボードの設定でSiriとは別の音声入力を有効にするオプションを追加 - HealthKit対応Appによるバックグラウンドでのデータアクセス機能を追加 - アクセシビリティに関する複数の機能改善と修正 - iOSアップデートにOS Xキャッシュサーバを使用できない問題を修正 - セキュリティアップデート | [ 63 ]               |
| 8.1.1 | 12B435 12B436 | 2014年11月18日 | - バグの修正 - iPhone 4s、iPad 2の安定性の向上とパフォーマンスの改善 | [ 64 ]               |
| 8.1.2 | 12B440        | 2014年12月10日 | - バグの修正 - iTunes Storeで購入した着信音・通知音が削除される問題を修正 | [ 65 ]               |
| 8.1.3 | 12B466        | 2015年1月28日  | - バグ修正、安定性の向上およびパフォーマンスの改善 - ソフトウェア・アップデートの実行に必要なストレージ容量を低減 - 一部のユーザーがメッセージおよびFaceTimeのApple IDパスワードを入力出来ない問題を修正 - SpotlightでAppの結果が表示できない問題を修正 - iPadでマルチタスク用ジェスチャーが機能しない問題を修正 - アメリカでの統一学力テスト（Standardized test）用の構成オプションを追加 | [ 66 ]               |
| 8.2   | 12D508        | 2015年3月9日   | - Apple Watchのサポート - 5以降のiPhoneにApple Watch Appがインストールされ、iPhoneとのペアリングと同期、Apple Watchの設定のカスタマイズが可能となるほか、ペアリング済みのApple Watchに保存されているフィットネスデータや成果を「アクティビティ」Appで表示可能となる。 - 「ヘルスケア」Appの機能改善 - 距離、体温、身長、体重、血糖値の単位を選択できるようにした。 - 大量のデータを処理する際の安定性を向上。 - 他社製Appでワークアウトセッションを追加して視覚化できる機能を追加。 - メディカルIDに写真を追加できないことがある問題を修正。 - ビタミンとミネラルの単位を修正。 - データソースの順序の変更後にヘルスケアデータが更新されない問題を修正。 - 一部のグラフにデータ値が表示されない問題を修正。 - 歩数、距離、上った階段の追跡をオフにできるプライバシー設定を追加。 - 安定性の向上 - 「メール」、「ミュージック」の安定性を向上。 - 「マップ」のフライオーバーの安定性を向上。 - ボイスオーバーの信頼性を向上。 - Made for iPhoneに対応した補聴器との接続の安定性を改善。 - バグ修正 - 「マップ」で一部のよく使う場所へのナビゲーションができない問題を修正。 - クイック返信メッセージの最後の単語が自動修正されない問題に対処。 - iTunesの購入済みコンテンツが重複している場合にiCloudの復元が完了しないことがある問題を修正。 - 一部の音楽やプレイリストがiTunesから「ミュージック」Appに同期されない問題を解決。 - 削除したオーディオブックがデバイスに残ることがある問題を修正。 - Siriのアイズフリーを使っているときに通話の音声が車のスピーカーに転送されないことがある問題を解決。 - Bluetoothでの通話で、通話に応答するまで音声が聞こえない問題を修正。 - 「カレンダー」のイベントがグリニッジ標準時で表示されるタイムゾーンの問題を修正。 - Exchangeカレンダーでカスタムの繰り返しの予定から特定のイベントが抜け落ちる問題に対処。 - 他社製ゲートウェイの背後でExchangeアカウントを設定できない証明書エラーを修正。 - Exchangeの予定に関する主催者のメモが上書きされることがある問題を修正。 - 「カレンダー」の一部のイベントで、出席依頼に承諾した後も自動的に「予定あり」と表示されない問題を解決。 - セキュリティアップデート | [ 67 ] [ 68 ]        |
| 8.3   | 12F69 12F70   | 2015年4月9日   | - Appの起動と反応性、メッセージ、Wi-Fi、コントロールセンター、Safariのタブ、他社製キーボード、キーボードショートカット、簡体字中国語キーボードにおいてパフォーマンスを向上させた - Wi-Fi、Bluetoothに関する修正 - ログイン資格情報を継続的に要求されることがある問題を修正。 - 一部のデバイスでWi-Fiネットワークへの接続が断続的に解除される問題に対処。 - ハンズフリー通話が切断されることがある問題を修正。 - 一部のBluetoothスピーカーでオーディオ再生が停止することがある問題を修正。 - 画面の向きと回転に関する修正 - 画面が横向きに回転した後、縦向きに戻らなくなる問題に対処。 - デバイスを縦向きや横向きに回転させたときに起こるパフォーマンスと安定性の問題を改善。 - iPhone 6 Plusをポケットから出したときに画面が逆さまになる問題を修正。 - マルチタスクでAppを切り替えた後、正しい向きに回転しない問題を解決。 - メッセージに関する修正 - グループメッセージが分割される問題に対処。 - 個々のメッセージを転送または削除できなくなる問題を修正。 - メッセージAppで写真を撮ったときにプレビューを表示できない問題を解決。 - 迷惑メールをメッセージAppから直接報告できる機能を追加。 - 連絡先に登録されている人以外から送信されたiMessageをフィルタできる機能を追加。 - メッセージに関する修正 - グループメッセージが分割される問題に対処。 - 個々のメッセージを転送または削除できなくなる問題を修正。 - メッセージAppで写真を撮ったときにプレビューを表示できない問題を解決。 - 迷惑メールをメッセージAppから直接報告できる機能を追加。 - 連絡先に登録されている人以外から送信されたiMessageをフィルタできる機能を追加。 - ファミリー共有に関する修正 - 特定のAppが家族のデバイスで起動しない、またはアップデートされないバグを修正。 - 特定の無料Appを家族がダウンロードできないバグを修正。 - 「承認と購入のリクエスト」の通知の信頼性が向上。 - CarPlayに関する修正 - マップAppが黒い画面になることがある問題を修正。 - ユーザーインターフェースが不適切な向きで表示されることがある問題を修正。 - キーボードが不適切な状況でCarPlay画面に表示されることがある問題を修正。 - エンタープライズに関する修正 - エンタープライズAppのインストールとアップデートの信頼性が向上。 - IBM Notesで作成されるカレンダーイベントのタイムゾーンを修正。 - 再起動後にWebクリップのアイコンが汎用アイコンになることがある問題を修正。 - Webプロキシのパスワード保存の信頼性が向上。 - Exchangeの不在メッセージを社外返信用に別途編集できる機能を追加。 - 接続の一時的な問題からのExchangeアカウントの回復機能を改善。 - VPNおよびWebプロキシソリューションの互換性が向上。 - 公衆Wi-Fiネットワークへの接続などのために使用されるSafari Webシートで、物理キーボードを使ってログインできる機能を追加。 - 欠けるほど長いメモを持つExchangeの予定表で起きている問題を修正。 - アクセシビリティに関する修正 - Safariで戻るボタンを使ったときにVoiceOverジェスチャが反応しない問題を修正。 - メールAppの下書きメッセージでVoiceOverのフォーカスの信頼性が失われる問題を修正。 - Webページ上のフォームに点字画面入力を使ってテキストを入力できない問題を修正。 - 点字ディスプレイでクイックナビゲーションのオン/オフを切り替えたとき、クイックナビゲーションがオフになったとアナウンスされる問題を修正。 - VoiceOverが有効になっているときにホーム画面上のAppのアイコンを移動できない問題を修正。 - 画面の読み上げで一時停止した後に読み上げが再開されない問題を修正。 - その他の機能改善およびバグ修正 - 300以上の新しい文字を含む、デザインが一新された絵文字キーボードを導入。 - OS X 10.10.3の新しい写真Appと連係するようiCloudフォトライブラリを最適化。 - マップAppでのターンバイターンのナビゲーション中に読み上げられる道路名の発音を改善。 - Baum VarioUltra 20およびVarioUltra 40点字ディスプレイのサポートを追加。 - 「透明度を下げる」がオンになっているときのSpotlight検索結果の表示を改善。 - iPhone 6 Plusの横向きキーボードにイタリックと下線のフォーマットオプション追加。 - Apple Payで使用される届け先住所と請求先住所を削除できる機能を追加。 - Siriの言語と国のサポート、音声入力の言語を追加。 - 電話、メール、Bluetooth接続、写真、Safariのタブ、設定、天気、ミュージックのGeniusプレイリストの安定性を向上。 - 特定のデバイスで「スライドでロック解除」が機能しないことがある問題に対処。 - ロック画面でスワイプして電話に応答できないことがある問題に対処。 - SafariのPDF内のリンクが開けない問題に対処。 - Safariの設定で“履歴とWebサイトデータを消去”を選択したときにすべてのデータが消去されない問題を修正。 - FYIが自動修正されない問題を修正。 - クイック返信でコンテキストに適した予測変換が表示されない問題に対処。 - マップAppでハイブリッドモードから夜間モードに切り替えられない問題を修正。 - ブラウザまたは他社製AppでFaceTimeのURLを使ってFaceTime通話を開始できない問題を解決。 - Windowsのデジタルカメライメージフォルダに写真を正常に書き出せないことがある問題を修正。 - iTunesでiPadのバックアップが完了しないことがある問題を修正。 - Wi-Fiからモバイルデータ通信に切り替えたときにPodcastのダウンロードが停止することがある問題を修正。 - ロック画面でタイマーの残り時間が誤って「00:00」と表示されることがある問題を修正。 - 通話の音量を調整できないことがある問題を修正。 - ステータスバーが不適切な状況で表示されることがある問題を修正。 - 日本国内においてiPhone 6/6 PlusでのVoLTEによる通話に対応。 | [ 69 ] [ 70 ]        |
| 8.4   | 12H143        | 2015年7月1日   | - Apple Music - Apple Musicのメンバーになると、Apple Musicカタログにある数百万もの曲から選んで再生したり、後で再生できるようにオフラインで保存したりできる。 - For You：メンバーは、音楽のエキスパートが厳選したおすすめのプレイリストやアルバムを楽しむことができる。 - New：メンバーは、Appleのエディターが吟味した最新の音楽をチェックできる。 - Radio：Beats 1で音楽、インタビュー、独自のラジオ番組を聴いたり、Appleのエディターが作成したラジオステーションを聴いたり、好きなアーティストまたは曲から独自のステーションを作成したりできる - Connect：フォローしているアーティストから発信される思い、写真、音楽、ビデオを見たり、コメントを付けたりできる。 - マイミュージック（My Music）：iTunesで購入したすべての項目や、Apple Musicの曲、プレイリストを一個所で再生できる。 - 音楽プレーヤーのデザインが一新され、“最近追加した項目”、ミニプレーヤー、“次はこちら”などが使えるようになる。 - iTunes Store：今まで通り、お気に入りの音楽を買うのに最適な場所。1曲だけ買うことも、アルバム単位で買うこともできる。 - 利用できるサービスや機能は国によって異なる。 - iBooksの機能改善と修正 - iBooksの中からオーディオブックをブラウズしたり、聴いたり、ダウンロードしたりできるようになる。 - 特にオーディオブックに合わせてデザインされた、新しい“再生中”機能が追加。 - “Made for iBooks”のブックがiPadだけでなくiPhoneでも読めるようになる。 - シリーズ内のブックをライブラリから直接検索して、予約注文できるようになる。 - iBooks Authorで作成されたブックでウィジェットへのアクセス、用語集、操作性が向上する。 - 新しいデフォルト中国語フォント。 - ライブラリで自動夜間テーマをオフにできる新しい設定。 - 購入した項目を隠す機能が動作しないことがある問題が解決される。 - iCloudからブックをダウンロードできないことがある問題が解決される。 - その他の機能改善およびバグ修正 - 特定の系列のUnicode文字を受信するとデバイスが再起動する問題が修正される。 - GPSアクセサリから位置情報データが提供されない問題が修正される。 - 削除したApple Watch Appが再インストールされることがある問題が修正される。 | [ 71 ] [ 19 ] [ 72 ] |
| 8.4.1 | 12H321        | 2015年8月14日  | - iCloudミュージックライブラリをオンにできない問題を解消。 - Apple Musicがオフライン再生可能な曲のみを表示するように設定されていたために、追加した曲が表示されない問題を解消。 - 選択できるプレイリストがない場合に新しいプレイリストに曲を追加する方法を追加。 - ほかのデバイスで違うアルバムアートワークが表示される問題を解消。 - アーティストがConnectに投稿するときに起こるいくつかの問題を解消。 - Beats 1の再生中に“ラブ”をタップすると正しく動作しない問題を解消。 | [ 73 ] [ 74 ]        |

## 対応端末
このリリースをもって、AppleはiPhone 4のサポートを終了した。
| - iPhone 4S - iPhone 5 - iPhone 5c - iPhone 5s - iPhone 6 - iPhone 6 Plus | - iPod touch (第5世代) - iPod touch (第6世代) | - iPad 2 - iPad (第3世代) - iPad (第4世代) - iPad Air (第1世代) - iPad Air 2 - iPad mini (第1世代) - iPad mini (第2世代) - iPad mini 3 |

## 評価
iOS 8は高い評価を受けた。Engadgetのブラッド・モーレンは、複数のApple端末を所有する利用者にとって、「連係機能」が大きな進歩であると強調している。また、アプリケーションがデータを共有できるようになった機能や、サードパーティー製キーボードの対応も評価している。しかし、モーレンは、ファミリー共有、連係、iCloud Driveなどの新機能を使用するには、Appleのエコシステムにさらに深く入り込む必要があると指摘している。モーレンは、操作可能な通知機能と、通知センターで対応されているサードパーティー製のウィジェットを特に高く評価している。
ガーディアンのチャールズ・アーサーも、拡張機能や、iOSのキーボードに新たに搭載されたQuickTypeの単語候補機能を評価した。一方で、デフォルトのAppを選択するオプションがないことや、設定メニューが分かりにくく、直感的でないことを批判している。
TechCrunchのダレル・エサリントンは、iMessageの改良点を賞賛し、「iMessageのグループ会話が導入されて以来、今まで欠けていた、グループ会話のミュートや離脱ができるようになったことが、最も良かった」と述べている。エサリントンは、写真の新しい検索・編集機能やキーボードのQuickType機能を評価しているが、特にSpotlight検索機能の拡大を「小さなサービスの追加ではあるが、iOS 8の優れた機能の一つ」として取り上げ、「これにより、iPhoneはほとんどすべてのことを検索できるポータブルな検索ポータルになる」と指摘している。
The Next Webのマーティン・ブライアントは、「ここでの本当の進歩はまだこれからだ」とし、サードパーティーの開発者が自社のAppに新機能を徐々に取り入れていく中で、「Appleは何ができるかのデモンストレーションを盛り込んでいるが、ボンネットの中にあるものの真の力は、今後数日、数週間、数ヶ月の間に実現するだろう」と付け加えている。
2014年9月23日、iOS 8のリリースから「およそ1週間」が経過した時点で、iOS 8の普及率は46％に達していた。2014年10月、Ars Technicaのアンドリュー・カニンガムは、iOS 8の普及率が「停滞」しており、前回9月の測定値である46％から「1ポイント」しか上昇していないと報告した。カニンガムは、端末単体でのアップデートのインストールには5ギガバイトが必要で、8ギガバイトや16ギガバイトのデバイスを使用しているユーザーにとっては「異例の大きさ」であったと指摘している。これに対し、AppleはiTunesを使用してアップデートすること推奨したが、カニンガムは「Appleはこの3年間、人々にiDeviceをコンピュータから独立して使用するように指導してきたため、iTunesでの接続は数年前よりもさらに邪魔になるだろう」と述べている。12月にArs Technicaが発表した新しいレポートによると、iOS 8の普及率は「16％」増えて63％になっていた。

## 問題

### Appのクラッシュ率
Apteligent社（旧Crittercism社）の調査によると、テストでAppがクラッシュした割合は、iOS 8では3.56%で、iOS 7.1の2%よりも高いという結果を発表した。

### 8.0.1アップデートの問題
2014年9月、iOS 8.0.1のアップデートにより、iPhone 6のTouch IDや一部のモデルの携帯電話ネットワーク接続に重大な問題が発生した。Appleは、影響を受けた利用者はバージョン8.0.2の準備が整うまで、最初にリリースされたiOS 8を再インストールするようにと述べている。
iOS 8.0.2は、8.0.1の翌日にリリースされ、8.0.1のアップデートで発生した問題を修正している。

### テキストメッセージのクラッシュ
2015年5月、記号とアラビア文字の特定の組み合わせのテキストメッセージを受信すると、メッセージAppがクラッシュし、iPhoneが再起動するというバグが報道された。このバグは「エフェクティブ・パワー」と名付けられており、ロック画面にメッセージが表示されていると、端末を継続的に再起動する可能性があった。この欠陥は、他人の携帯電話を故意にクラッシュさせることで、荒らしの目的で利用された。2015年6月にリリースされたiOS 8.4で修正された。

## 捏造
2014年9月、iOS 8の「Wave」と呼ばれる疑惑の機能について、iPhoneを電子レンジで加熱することで充電できるという、Appleを模倣した捏造広告がTwitter上に出回った。この機能は実際に存在せず、メディアは、広告に記載された手順に従ってiPhoneを破壊してしまったことをTwitterで報告する多数の人々を引用した。